# Heinrich Joseph Baermann
Heinrich Joseph Baermann, citato anche come Bärmann, (14 febbraio 1784 – 11 giugno 1847) è stato un clarinettista tedesco.
È considerato uno dei più importanti esecutori del romanticismo, e riuscì ad influenzare molti compositori a creare opere per il suo strumento.

## Vita
Baermann nacque a Potsdam. Nella sua giovinezza prese lezioni da Joseph Beer (1744-1811) alla scuola militare di Potsdam. Quando la sua bravura fu notata dalla corte di Berlino nel 1804, il principe Luigi Ferdinando di Prussia gli fece proseguire gli studi a Berlino sotto la guida di Franz Tausch (1762-1817). Suonò nell'orchestra di corte di Monaco dal 1807 fino al suo pensionamento, nel 1834. Il suo posto venne preso dal figlio Carl Baermann.
Parallelamente all'ascesa di Baermann si stavano sviluppando una serie di miglioramenti nella costruzione delle chiavi e dell'imboccatura del clarinetto, che consentivano una maggiore agilità e flessibilità nell'esecuzione. Si accresceva l'usanza di suonare con l'ancia appoggiata sul labbro inferiore anziché sul labbro superiore, come si era fatto fino a quel momento. Baermann era un prosponente del nuovo modo di suonare e possedeva un moderno strumento, costruito da Griesling & Schlott che gli consentiva di eseguire passaggi cromatici con molta più facilità rispetto ad un tradizionale strumento a cinque chiavi. Si dice che avesse un grande intervallo dinamico.
Diversi compositori scrissero per Baermann, che ha in tal modo influenzato indubbiamente il repertorio romantico per clarinetto. Oltre ad alcuni compositori meno noti come Franz Danzi e Peter von Lindpainter, scrissero opere per Baermann Felix Mendelssohn, Carl Maria von Weber e Giacomo Meyerbeer. Mendelssohn in particolare scrisse per Baermann i due Konzertstücke, Opp. 113, 114 (pezzi da concerto), da suonare insieme al figlio Carl; Meyerbeer compose un quintetto (1812) e alcuni concerti, mentre Weber creò numerose opere tra cui due concerti (Op. 73 e Op. 74), un quintetto (Op. 34), il concertino, Op. 26, e le Variazioni Sylvania, Op. 33. Non fu composto invece per lui il Gran Duo Concertante (Op. 48).
Come molti altri virtuosi dell'epoca, Baermann si cimentò anche con abbastanza successo nella composizione di opere per il suo strumento. Tra le altre, scrisse un settetto in mi bemolle maggiore, Op. 23, per clarinetto, quartetto d'archi e due corni ad libitum. L'Adagio dal suo quintetto, op. 25, è stato oggetto di diverse registrazioni come pezzo singolo, anche se, per molti anni, è stato erroneamente attribuito a Richard Wagner.
Baermann morì a Monaco, all'età di 63 anni.

## Discografia
- Concertstück in G minor, Concertino in C minor, Concertino in E-flat major, Dieter Klöcker, Orfeo International C 065 011 A, 2001
- Adagio for clarinet and strings in D-flat, Academy of St Martin in the Fields, Neville Marriner – The Argo Years (2014)